# Джиндал, Навин
Нави́н Джинда́л (англ. Naveen Jindal; род. 9 марта 1970) — индийский политический деятель и предприниматель, с 2004 года — депутат Лок сабхи от избирательного округа Курукшетра (штат Харьяна). Генеральный директор компании Jindal Steel and Power (англ.), которая входит в концерн Jindal Group, основанный отцом Навина — Ом Пракашем Джиндалом (англ.).
Джиндал выступил инициатором внесения поправок в закон о государственном флаге Индии, обеспечивших всем индийцам право публично вывешивать флаг в любой день в году. Активно участвует в кампаниях по стабилизации роста населения, права женщин, защиты природы, здоровья и образования. В 2011 году в честь Джиндала была названа Школа менеджмента Техасского университета в Далласе.
Женат на Шаллу Джиндал — танцовщице в стиле кучипуди. Отец двоих детей. Живёт в Дели.